# Castaños (kommun)
Castaños är en kommun i Mexiko.   Den ligger i delstaten Coahuila, i den centrala delen av landet, 800 km norr om huvudstaden Mexico City. Antalet invånare är 25 892. Arean är 7 860 kvadratkilometer.
Terrängen i Castaños är bergig västerut, men österut är den kuperad.
Följande samhällen finns i Castaños:
- Castaños